# Geneviève Jodoin
 (mai 2024).
Si vous disposez d'ouvrages ou d'articles de référence ou si vous connaissez des sites web de qualité traitant du thème abordé ici, merci de compléter l'article en donnant les références utiles à sa vérifiabilité et en les liant à la section « Notes et références ».
Geneviève Jodoin (née en 1979 à Saint-Damase, Québec),, est une auteure-compositrice-interprète québécoise.

## Biographie
Dans les années 1990, elle termine des études en chant professionnel classique et jazz. Elle commence son aventure musicale avec le groupe Laizenzymes.[réf. nécessaire]
Puis pendant trois, en tant que choriste, elle sillonne l'Europe aux côtés de Jorane. Elle participe aussi à plusieurs tournées alors qu'elle accompagne plusieurs artistes québécois comme Nanette Workman, Raoûl Duguay et Marie-Pierre Arthur.[réf. nécessaire]
De 2005 à 2012, elle est la principale voix de l'émission Belle et Bum, animée par Normand Brathwaite.[réf. nécessaire]
Au printemps 2006, elle chante en première partie de Marie-Jo Thério au Le Lion D'or de Montréal.[réf. nécessaire]
En 2008 elle retrouve Simon Godin en studio pour la composition de nouvelles pièces.
En 2009, c'est la sortie de son premier album solo, G, qui coïncide avec la naissance de son troisième enfant. En résulte une tournée de deux ans à travers le Québec.
En 2011, avec l'aide de sa complice de Belle et Bum, la pianiste Nadine Turbide, Geneviève Jodoin lance l’album Amis chemin. Il s'agit d'un album de reprises de chansons d'artistes qu’elle admire comme Gilles Vigneault, Richard Séguin, Richard Desjardins, Jean-Pierre Ferland et Patrick Norman.
En 2015, c'est la sortie de son troisième album, Tableaux.
En 2019, elle participe à la 7e édition de La Voix dans l’équipe de Lara Fabian. Elle est consacrée grande gagnante,.
La même année, son quatrième album, J'ai toujours su, arrive sur les tablettes.
Le 3 septembre 2023, elle annonce qu’elle et son conjoint Frédéric se séparent après plus de 30 ans de vie commune.[réf. nécessaire]
Elle ne sera plus copropriétaire de « l’Auberge la Fascine » de l’île aux Coudres où cependant, elle restera résidente.[réf. nécessaire]